# Sara Sorribes Tormo
Sara Sorribes Tormo (la Vall d'Uixó, Plana Baixa, 8 d'octubre de 1996) és una jugadora de tennis valenciana medallista olímpica.
Ha guanyat un títol individual i dos de dobles del circuit WTA, i set títols individuals i quatre dobles als esdeveniments de l'ITF. Va aconseguir el seu màxim rànquing arribant al número 64 mundial (2019) i en dobles va arribar a la posició 40 del món (2020).
Va debutar en la WTA al Rio Open 2015 després de superar les proves de classificació. Jugant per a Espanya a la Fed Cup, Sorribes Tormo té la marca de 4 victòries i 3 derrotes.
Va participar en els Jocs Olímpics d'Estiu de París 2024, on va obtenir la medalla de bronze en la competició de dobles femení (amb Cristina Bucșa com a parella).

## Jocs Olímpics

### Dobles femenins
| Any  | Campionat                    | Parella        | Oponents                       | Resultat |
| ---- | ---------------------------- | -------------- | ------------------------------ | -------- |
| 2024 | Jocs Olímpics, París, França | Cristina Bucșa | Karolina Muchova Linda Nosková | 6−2, 6−2 |

## Palmarès

### Individual: 2 (2−0)
| Llegenda         |
| ---------------- |
| Grand Slam (0−0) |
| WTA Finals (0−0) |
| WTA 1000 (0−0)   |
| WTA 500 (0−0)    |
| WTA 250 (2−0)    |

| Títols per superfície |
| --------------------- |
| Dura (2−0)            |
| Gespa (0−0)           |
| Terra batuda (0−0)    |

| Resultat   | Núm. | Data               | Torneig                 | Superfície | Parella               | Marcador      |
| ---------- | ---- | ------------------ | ----------------------- | ---------- | --------------------- | ------------- |
| Guanyadora | 1.   | 14 de març de 2021 | Guadalajara, Mèxic      | Dura       | Eugenie Bouchard      | 6−2, 7−5      |
| Guanyadora | 2.   | 26 d'agost de 2023 | Cleveland, Estats Units | Dura       | Ekaterina Alexandrova | 3−6, 6−4, 6−4 |

### Dobles femenins: 7 (6−1)
| 2009 − 2020              | Després de 2021 |
| ------------------------ | --------------- |
| Grand Slam (0−0)         |                 |
| Jocs Olímpics Bronze (1) |                 |
| WTA Finals (0−0)         |                 |
| Premier Mandatory (0−0)  | WTA 1000 (2−0)  |
| Premier 5 (0−0)          | WTA 1000 (2−0)  |
| Premier (0−0)            | WTA 500 (0−0)   |
| International (2−1)      | WTA 250 (2−0)   |

| Títols per superfície |
| --------------------- |
| Dura (2−0)            |
| Gespa (0−1)           |
| Terra batuda (4−0)    |

| Resultat   | Núm. | Data                | Torneig                      | Superfície   | Parella               | Oponents                            | Marcador         |
| ---------- | ---- | ------------------- | ---------------------------- | ------------ | --------------------- | ----------------------------------- | ---------------- |
| Guanyadora | 1.   | 8 d'abril de 2018   | Monterrey, Mèxic             | Dura         | Naomi Broady          | Desirae Krawczyk Giuliana Olmos     | 3−4, 6−4, [10−8] |
| Guanyadora | 2.   | 4 de maig de 2019   | Rabat, Marroc                | Terra batuda | M.J. Martínez Sánchez | G. García Pérez O. Kalashnikova     | 7−5, 6−1         |
| Finalista  | 1.   | 23 de juny de 2019  | Mallorca, Espanya            | Gespa        | M.J. Martínez Sánchez | Kirsten Flipkens Johanna Larsson    | 2−6, 4−6         |
| Guanyadora | 3.   | 24 d'abril de 2022  | Istanbul, Turquia            | Terra batuda | Marie Bouzková        | Natela Dzalamidze Kamilla Rakhimova | 6−3, 6−4         |
| Guanyadora | 4.   | 8 d'octubre de 2023 | Pequín, Xina                 | Dura         | Marie Bouzková        | Chan Hao-ching Giuliana Olmos       | 3−6, 6−0, [10−4] |
| Guanyadora | 5.   | 4 de maig de 2024   | Madrid, Espanya              | Terra batuda | Cristina Bucșa        | Barbora Krejčiková Laura Siegemund  | 6−0, 6−2         |
| Guanyadora | −    | 4 d'agost de 2024   | Jocs Olímpics, París, França | Terra batuda | Cristina Bucșa        | Karolina Muchova Linda Nosková      | 6−2, 6−2         |
| Guanyadora | 6.   | 6 d'abril de 2025   | Bogotà, Colòmbia             | Terra batuda | Cristina Bucșa        | Irina Bara Laura Pigossi            | 5−7, 6−2, [10−5] |

## Trajectòria

### Individual
| Open d'Austràlia | A   | Q2  | 1R          | A           | 1R          | 2R          | 1R    | 2R |    | 1R | 0 / 6   | 2 – 6   |
| Roland Garros | Q1  | 1R  | 2R          | Q2          | 2R          | 1R          | 1R    | A  | 4R | 1R | 0 / 7   | 4 – 7   |
| Wimbledon | Q2  | Q1  | 1R          | 2R          | 1R          | NC          | 2R    | 2R | 2R |    | 0 / 6   | 3 – 6   |
| US Open | A   | Q3  | 1R          | 1R          | 1R          | 2R          | 3R    | 1R | 2R |    | 0 / 7   | 4 – 7   |
| Jocs Olímpics | NC  | A   | No celebrat | No celebrat | No celebrat | No celebrat | 3R    | NC | NC |    | 0 / 1   | 2 – 1   |
| Total Victòries−Derrotes | 2−3 | 6−9 | 15−19       | 7−13        | 12−19       | 8−12        | 31−20 |    |    |    | 83 – 97 | 83 – 97 |
| Rànquing a final d'any | 164 | 107 | 99          | 87          | 82          | 66          | 36    | 66 | 50 |    |         |         |
| Llegenda: G: Guanyadora; F: Finalista; SF: Semifinalista; QF: Quarts de final; Q: Qualificació; A: Absent; RR: Round Robin; |     |     |             |             |             |             |       |    |    |    |         |         |

### Dobles femenins
| Open d'Austràlia | A           | A           | A           | 2R          | 1R  | QF | A  | 1R | 0 / 4   | 4 – 4   |
| Roland Garros | A           | 3R          | 2R          | A           | 1R  | A  | QF |    | 0 / 4   | 6 – 4   |
| Wimbledon | A           | 1R          | A           | NC          | 2R  | 3R | SF |    | 0 / 4   | 7 – 4   |
| US Open | 3R          | 1R          | 3R          | 1R          | A   | QF | 1R |    | 0 / 6   | 7 – 6   |
| Jocs Olímpics | No celebrat | No celebrat | No celebrat | No celebrat | 2R  | NC | NC |    | 0 / 1   | 1 – 1   |
| Rànquing a final d'any | 152         | 84          | 63          | 52          | 103 | 38 | 33 |    | 67 – 62 | 67 – 62 |
| Llegenda: G: Guanyadora; F: Finalista; SF: Semifinalista; QF: Quarts de final; Q: Qualificació; A: Absent; RR: Round Robin; |             |             |             |             |     |    |    |    |         |         |